# Franziska Becker (Politikerin)

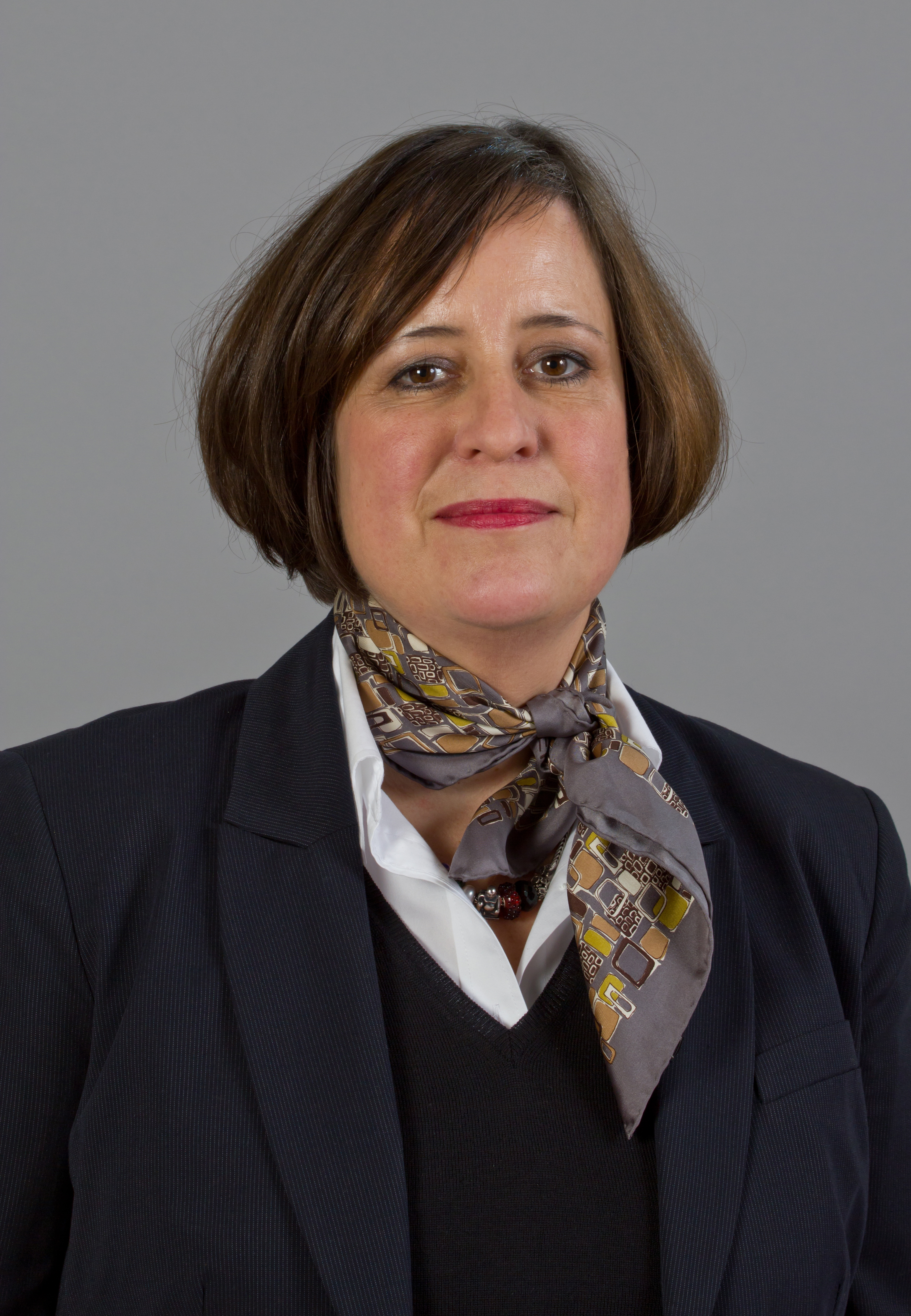
Franziska Becker (2013)

Franziska Becker (* 15. November 1967 in West-Berlin) ist eine deutsche Politikerin (SPD). Seit 2023 ist sie Staatssekretärin für Sport in der Berliner Senatsverwaltung für Inneres und Sport. Zuvor war sie von 2011 bis 2023 Mitglied im Abgeordnetenhaus von Berlin.

## Herkunft und Beruf
Franziska Becker wurde in Berlin-Charlottenburg geboren, ist dort aufgewachsen und wohnt seit 1998 in Wilmersdorf. Nach dem Abitur 1988 absolvierte sie zunächst eine duale Berufsausbildung zur Versicherungskauffrau bei der Volksfürsorge Deutsche Lebensversicherung AG. Im Jahr 1991 begann sie an der Freien Universität Berlin ein Studium der Betriebswirtschaftslehre, das sie 1999 als Diplom-Kauffrau abschloss. Von 1993 bis 2005 war Franziska Becker beim Deutschen Institut für Wirtschaftsforschung (DIW Berlin) beschäftigt. Zwischen 2006 und 2011 arbeitete sie als Geschäftsführerin bei der Systemischen Gesellschaft in Berlin. Sie absolvierte berufsbegleitende Weiterbildungen zur PR-Beraterin (DAPR) und zum Systemischen Business Coach (SG).

## Politische Laufbahn

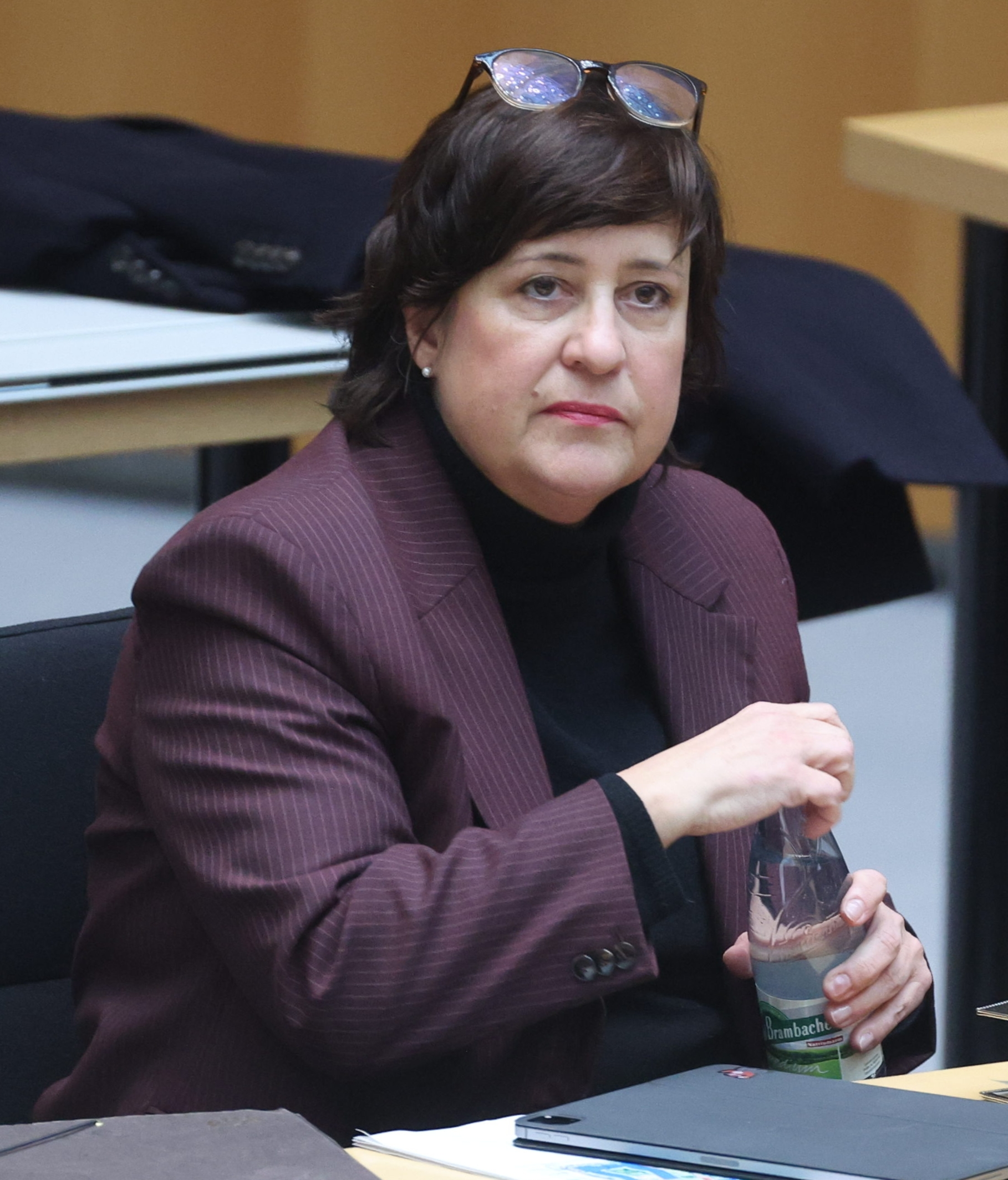
Franziska Becker (2024)

Franziska Becker ist seit 1993 Mitglied der SPD. Sie engagierte sich zunächst bei den Jusos und war von 1994 bis 1996 stellvertretende Landesvorsitzende. Nach mehreren Jahren Mitgliedschaft im Kreis- und Abteilungsvorstand des SPD-Kreisverbandes Charlottenburg-Wilmersdorf wurde Franziska Becker 2011 als SPD-Direktkandidatin für den Wahlkreis Charlottenburg-Wilmersdorf 6 nominiert, den sie bei den Wahlen zum Abgeordnetenhaus von Berlin vom 18. September 2011 und 2016 mit 33,1 bzw. 30,0 Prozent (2016) der Erststimmen direkt gewann.
Im Abgeordnetenhaus war Becker ab November 2018 Vorsitzende des Hauptausschusses (Haushalt und Finanzen). Weiter war sie Mitglied im Ausschuss für Kommunikationstechnologie und Datenschutz, Mitglied im Unterausschuss Haushaltskontrolle sowie Mitglied im Unterausschuss Personal und Verwaltung (als Sprecherin für die SPD-Fraktion). Neben der Haushalts- und Finanzpolitik waren ihre politischen Schwerpunkte im Abgeordnetenhaus die Bereiche Personal und Verwaltung, E-Government (Verwaltungsmodernisierung) sowie die Bildungs- und Arbeitsmarktpolitik. Im Dezember 2015 nominierte die SPD Charlottenburg-Wilmersdorf Franziska Becker erneut als Direktkandidatin für den Wahlkreis 6 Wilmersdorf für die Wahl zum Abgeordnetenhaus von Berlin vom 18. September 2016.
Im Februar 2021 wählte die Kreisdelegiertenversammlung der SPD Charlottenburg-Wilmersdorf Franziska Becker ein drittes Mal zur Direktkandidatin für den Wahlkreis Charlottenburg-Wilmersdorf 6 sowie auf den Listenplatz 1 und damit zur Spitzenkandidatin für die bezirkliche SPD für die Wahl zum Abgeordnetenhaus von Berlin am 26. September 2021. Sie zog über die Liste ins Abgeordnetenhaus ein. Auch bei der Wiederholungswahl 2023 konnte sie ihren Sitz im Abgeordnetenhaus verteidigen.
Am 7. November 2023 wurde Becker als Nachfolgerin von Nicola Böcker-Giannini zur Staatssekretärin für Sport in der Berliner Senatsverwaltung für Inneres und Sport ernannt. Im Zuge dessen legte sie ihr Mandat im Abgeordnetenhaus nieder. Für sie rückte Florian Dörstelmann nach.
Franziska Becker war von 2020 bis 2022 Kreisvorsitzende der SPD Charlottenburg-Wilmersdorf.

## Aktivitäten im Wahlkreisbüro und ehrenamtliches Engagement
Zu ihrer Lesereihe Politik & Biographie lädt Franziska Becker bevorzugt Berliner Autorinnen oder Autoren in ihr Wahlkreisbüro ein, die aus ihrer eigenen oder selbst geschriebenen Biographie vortragen. Gäste waren unter anderem Marianne Birthler, Horst Bosetzky, Wibke Bruhns, Inge Deutschkron, Siegfried Heimann, Gunter Hofmann, Jutta Rosenkranz, Rita Süssmuth sowie der frühere Regierende Bürgermeister von Berlin, Walter Momper.
Franziska Becker ist 1. Vorsitzende des Fördervereins Unternehmerinnen-Centrum West (UCW) in Wilmersdorf, Mitglied bei Ver.di, Tennis Borussia Berlin und der Initiative Bundesplatz. Die Gedenk- und Erinnerungsarbeit liegt Franziska Becker besonders am Herzen. Sie ist Sprecherin der Jury für den Jugendmedienpreis Das Rote Tuch. Das Rote Tuch ist ein (gleichnamiger) überparteilicher Verein, der zum Engagement gegen die Diskriminierung von Minderheiten, Rassismus und Antisemitismus aufruft und den Jugendmedienpreis stiftete, der von der SPD Charlottenburg-Wilmersdorf zweijährlich verliehen wird.